# 樊一平
樊一平（1964年—），广西都安人，壮族，中华人民共和国政治人物、第十二届全国人民代表大会广西地区代表。
毕业于河池师范高等专科学校中文专业。加入中国致公党。2013年，担任全国人大代表。2018年2月24日，当选为第十三届全国人大代表。